# Basin (Montana)
Basin é uma Região censo-designada localizada no estado americano de Montana, no Condado de Jefferson.

## Demografia
Segundo o censo americano de 2000, a sua população era de 255 habitantes.

## Geografia
De acordo com o United States Census Bureau tem uma área de 
33,3 km², dos quais 33,3 km² cobertos por terra e 0,0 km² cobertos por água. Basin localiza-se a aproximadamente 1692 m acima do nível do mar.

## Localidades na vizinhança
O diagrama seguinte representa as localidades num raio de 36 km ao redor de Basin. 